# Once Upon a Time in Hollywood
Once Upon a Time in Hollywood és una pel·lícula estatunidenca escrita i dirigida per Quentin Tarantino. És un thriller, tractat des de la comèdia i el drama. La pel·lícula també fa referència al cinema western crepuscular de Hollywood i l'italià de finals de la dècada dels 60. És protagonitzada per Leonardo DiCaprio, Brad Pitt, Margot Robbie, Emile Hirsch, Margaret Qualley, Timothy Olyphant, Austin Butler, Dakota Fanning, Bruce Dern i Al Pacino. Aquests personatges protagonitzen una narrativa que divideix el film en diverses històries que acaben confluint. La violència i la venjança són els temes que mouen la narrativa i justifiquen les accions dels personatges. La pel·lícula fa referència als assassinats de "cielo drive" que van tenir lloc a finals de la dècada dels 60 a Los Angeles. La pel·lícula es va estrenar el 26 de juliol de 2019. Va guanyar l'Oscar a la millor direcció artística i al millor actor secundari per Brad Pitt. S'ha subtitulat al català.

## Sinopsi
A Hollwyood de finals dels anys 60, Rick Dalton (Leonardo DiCaprio), un actor de televisió envellit i encallat amb la seva carrera professional i el seu doble (Brad Pitt), busquen fer-se lloc a una indústria del cinema que està canviant i ja no reconeixen. La pel·lícula busca fer homenatge a l'edat d'or del cinema de Hollywood.

## Repartiment
- Leonardo DiCaprio com a Rick Dalton
- Brad Pitt com a Cliff Booth
- Margot Robbie com a Sharon Tate
- Emile Hirsch com a Jay Sebring
- Margaret Qualley com a "Pussycat", membre de la família Manson
- Timothy Olyphant com a James Stacy
- Julia Butters com a Trudi Fraser
- Austin Butler com a "Tex", membre de la família Manson
- Dakota Fanning com a "Squeaky" Fromme, membre de la família Manson
- Bruce Dern com a George Spahn
- Mike Moh com a Bruce Lee
- Luke Perry com a Wayne Maunder
- Damian Lewis com a Steve McQueen
- Al Pacino com a Marvin Schwarzs
- Brenda Vaccaro com a Mary Alice Schwarzs
- Nicholas Hammond com a Sam Wanamaker
- Samantha Robinson com a Abigail Folger
- Rafał Zawierucha com a Roman Polanski
- Lorenza Izzo com a Francesca Capucci
- Costa Ronin com a Wojciech Frykowski
- Damon Herriman com a Charles Manson
- Lena Dunham com a "Gypsy", membre de la família Manson
- Madisen Beaty com a "Katie", membre de la família Manson
- Mikey Madison com a "Sadie", membre de la família Manson
- James Landry Hébert com a "Clem", membre de la família Manson
- Maya Hawke com a "Flower Child", membre de la família Manson
- Victoria Pedretti com a "Lulu", membre de la família Manson
- Sydney Sweeney com a "Snake", membre de la família Manson
- Harley Quinn Smith com a "Froggie", membre de la família Manson
- Dallas Jay Hunter com a "Delilah", membre de la família Manson
- Kansas Bowling com a "Blue", membre de la família Manson
- Parker Love Bowling com a "Tadpole", membre de la família Manson
- Cassidy Vick Hice com a "Sundance", membre de la família Manson
- Ruby Rose Skotchdopole com a "Butterfly", membre de la família Manson
- Danielle Harris com a "Angel", membre de la família Manson
- Josephine Valentina Clark com a "Happy Cappy", membre de la família Manson
- Ronnie Zappa com a "Top Hat", membre de la família Manson
- Dyani Del Castillo com a "Pebbles", membre de la família Manson
- Scoot McNairy com a "Business" Bob Gilbert, un dolent a Lancer
- Clifton Collins Jr. com a Ernesto el Vaquer "Mexican" a Lancer
- Marco Rodríguez com el cambrer a Lancer
- Courtney Hoffman com a Rebekka
- Heba Thorisdottir com a Sonya
- Dreama Walker com a Connie Stevens
- Rachel Redleaf com a Mama Cass
- Rebecca Rittenhouse com a Michelle Phillips
- Rumer Willis com a Joanna Pettet
- Spencer Garrett com a Allen Kincade, un periodista de la tele
- Clu Gulager com l'amo de la llibreria Larry Edmunds
- Martin Kove com un xèrif a Bounty Law
- Rebecca Gayheart com a Billie Booth
- Kurt Russell com a Randy i el narrador
- Zoë Bell com a Janet
- Michael Madsen com el Xèrif Hackett a Bounty Law
- Perla Haney-Jardine com un traficant de drogues hippie
- James Remar com a "Ugly Owl" Hoot, un dolent a Bounty Law
- Kate Berlant com l'assistent de la caseta de venda d'entrades del Bruin Theater
- Daniella Pick com a Daphna Ben-Cobo
- Monica Staggs com a Connie
- Tom Hartig as Bill "Sweet William" Fritsch
- Omar Doom com a Donnie
- David Steen com a Straight Satan David
- Corey Burton com l'anunciador de la promo de Bounty Law
- Toni Basil com un ballarí[3]
- Rage Stewart com a Harvey "Humble Harve" Miller
- Quentin Tarantino com l'audible però no visible director de l'anunci per a la televisió de cigarrets Red Apple. Tarantino també pot sentir-se anunciant el títol de Bounty Law.[4]
- Ramón Franco com un Land Pirate a Lancer, i com a Rubén, el director del Bruin Theater
- Raul Cardona com a "Bad Guy" Delgado, un Land Pirate a Lancer
- Maurice Compte, Vincent Laresca, Lew Temple, Craig Stark, JLouis Mills, Eddie Perez, Gilbert Saldivar, i Keith Jefferson com els Land Pirates a Lancer.
- Sayuri com a Brandy, el pitbull de Cliff Booth[5]